# Acktjärnen (Vika socken, Dalarna)
Acktjärnen är en sjö i Falu kommun i Dalarna och ingår i Dalälvens huvudavrinningsområde. Sjön är 15 meter djup, har en yta på 0,177 kvadratkilometer och är belägen 203,4 meter över havet. Vid provfiske har abborre, gädda, lake och mört fångats i sjön.

## Delavrinningsområde
Acktjärnen ingår i det delavrinningsområde (671254-150244) som SMHI kallar för Mynnar i Nyängsån. Medelhöjden är 213 meter över havet och ytan är 8,17 kvadratkilometer. Det finns inga avrinningsområden uppströms utan avrinningsområdet är högsta punkten. Vattendraget som avvattnar avrinningsområdet har biflödesordning 3, vilket innebär att vattnet flödar genom totalt 3 vattendrag innan det når havet efter 188 kilometer. Avrinningsområdet består mestadels av skog (87 procent). Avrinningsområdet har 0,46 kvadratkilometer vattenytor vilket ger det en sjöprocent på 5,6 procent.